# 小木曽絢子
小木曽 絢子（おぎそ あやこ、1937年6月3日 - ）は、日本の翻訳家。
日本推理作家協会会員。

## 略歴
東京都世田谷区生まれ。福岡県立修猷館高等学校、東京女子大学文学部卒業。
英語教師だったが、SF好きの息子の影響で40歳頃から翻訳を勉強し、1986年にアンドレ・ノートン『スター・ゲイト』小隅黎（柴野拓美のペンネーム）との共訳で、翻訳家としてデビューした。

## 翻訳
- 『スター・ゲイト』（アンドレ・ノートン、小隅黎共訳、早川書房、ハヤカワ文庫） 1986
- 『重力の影』（ジョン・クレイマー、小隅黎共訳、早川書房、ハヤカワ文庫SF） 1996
- 『虚空のリング』（スティーヴン・バクスター、早川書房、ハヤカワ文庫SF） 1996
- 『アンネ・フランク 短い生涯を日記に残した少女』（アン・クレイマー、BL出版、ビジュアル版伝記シリーズ） 2008

### L・M・ビジョルド
紀伊国屋書店で、当時世界的には無名だったロイス・マクマスター・ビジョルドの『自由軌道』を発掘し、翻訳を企画。相談先の東京創元社が『戦士志願』の翻訳を企画していたのもあり、小木曽単独による翻訳出版が決まった。出版後、米国在住のビショルドを訪ね、親密な仲となった。

#### ヴォルコシガン・サーガ
- 『戦士志願』(創元推理文庫) 1991
- 『自由軌道』(創元推理文庫) 1991
- 『親愛なるクローン』(創元SF文庫) 1993
- 『無限の境界』(創元SF文庫) 1994
- 『ヴォル・ゲーム』(創元SF文庫) 1996
- 『名誉のかけら』(創元SF文庫) 1997
- 『バラヤー内乱』(創元SF文庫) 2000
- 『天空の遺産』(創元SF文庫) 2001
- 『ミラー・ダンス』(創元SF文庫) 2002
- 『遺伝子の使命』(創元SF文庫) 2003
- 『メモリー』(創元SF文庫) 2006
- 『ミラー衛星衝突』(創元SF文庫 ; 698-15) 2012
- 『任務外作戦』(創元SF文庫 ; SFヒ1-17) 2013
- 『外交特例』(創元SF文庫 ; SFヒ1-18) 2014
- 『大尉の盟約』(創元SF文庫 ; SFヒ1-19) 2015

#### 「死者の短剣」シリーズ
- 『死者の短剣 惑わし』(創元推理文庫 ; 587-08) 2008
- 『死者の短剣 遺産』(創元推理文庫 ; 587-09) 2010
- 『死者の短剣 旅路』(創元推理文庫 ; 587-10) 2011
- 『死者の短剣 地平線』(創元推理文庫 ; Fヒ-5-12) 2013